# Gabriella Pallotta
Gabriella Pallotta (ur. 6 października 1938) – włoska aktorka filmowa.

## Filmografia
- 1956: Dach jako Luisa
- 1958: Anna z Brooklynu jako Mariuccia
- 1962: Gołąb, który ocalił Rzym jako Rosalba Massimo
- 1966: Biblia jako Żona Chama
- 1967: Siedmiu braci Cervi jako żona Agostino Cervi
- 1974: Sędzia jako Laura

## Nagrody i nominacje
Za rolę Rosalby Massimo w filmie Gołąb, który ocalił Rzym została nominowana do nagrody Złotego Globu.